# 5:55
『5:55』は、シャルロット・ゲンズブールが2006年に発表したセカンド・アルバム。

## 解説
最初のアルバム『魅少女シャルロット』（1986年）以降、シャルロットは女優業を中心に活動しており、自身の出演映画の主題歌をシングルとして発表したことはあったが、アルバムは実に20年ぶりとなった。本作収録曲のうち、母国語のフランス語で歌われているのは「テル・ク・チュ・エ」だけで、他の曲は英語で歌われている。シャルロットはそのことに関して、実父セルジュの歌詞があまりに偉大なため、英語で歌うことによって自分らしくいようと思ったという趣旨のコメントをしている。
プロデュースはナイジェル・ゴッドリッチが担当。シャルロットはレディオヘッドのコンサート会場でナイジェルと出会ったという。作曲や演奏には、エールのメンバーであるニコラ・ゴダンとジャン＝ブノワ・ダンケルが深く関与しており、作詞は元パルプのジャーヴィス・コッカーが中心となっている。なお、シャルロットの次作『IRM』（2009年）に全面参加しているベックは、本作にも参加するつもりだったが都合により叶わなかったという。ちなみに本作では、ベックの父親であるデヴィッド・キャンベルがストリングス・アレンジで参加している。
本国フランスのアルバム・チャートでは初登場1位に輝き、7週に渡ってトップ10入りという大ヒットとなった。アメリカでは、シャルロットのアルバムとしては初めてBillboard 200にチャート・インを果たした。
シングル「ザ・ソングス・ザット・ウィー・シング」はフランスのシングル・チャートで30位に達した。同曲はアメリカの『ローリング・ストーン』誌が選出した2007年のベスト・ソング100で78位にランク・インしており、2009年にはアメリカ映画『ゲスト(The Uninvited)』のサウンドトラックに使用された。
本国フランスでは、フランス盤シングル「ザ・ソングス・ザット・ウィー・シング」のカップリング曲「セット・ユアセルフ・オン・ファイヤー」を隠しトラックとして収録した限定盤も発売された。アメリカ盤や日本盤には、2曲のボーナス・トラックが追加収録されている。

## 収録曲
全曲とも作曲はエール（ニコラ・ゴダン、ジャン＝ブノワ・ダンケル）による。
1. ファイヴ・フィフティ・ファイヴ - "5:55" - 4:52
  - 作詞：ジャーヴィス・コッカー、ニコラ・ゴダン、ジャン＝ブノワ・ダンケル
2. AF607105 - "AF607105" - 4:30
  - 作詞：ジャーヴィス・コッカー
3. ジ・オペレーション - "The Operation" - 3:59
  - 作詞：ジャーヴィス・コッカー
4. テル・ク・チュ・エ - "Tel Que Tu Es" - 3:09
  - 作詞：ニコラ・ゴダン、ジャン＝ブノワ・ダンケル
5. ザ・ソングス・ザット・ウィー・シング - "The Songs That We Sing" - 2:57
  - 作詞：ニール・ハノン、ジャーヴィス・コッカー
6. ビューティー・マーク - "Beauty Mark" - 3:06
  - 作詞：ニール・ハノン、ジャーヴィス・コッカー、ニコラ・ゴダン、ジャン＝ブノワ・ダンケル
7. リトル・モンスターズ - "Little Monsters" - 3:46
  - 作詞：ジャーヴィス・コッカー
8. ジャメ - "Jamais" - 4:37
  - 作詞：ジャーヴィス・コッカー
9. ナイト・タイム・インターミッション - "Night-Time Intermission" - 2:44
  - 作詞：ジャーヴィス・コッカー、シャルロット・ゲンズブール
10. エヴリシング・アイ・キャンノット・シー - "Everything I Cannot See" - 5:45
  - 作詞：ジャーヴィス・コッカー
11. モーニング・ソング - "Morning Song" - 3:08
  - 作詞：ジャーヴィス・コッカー、シャルロット・ゲンズブール

### ボーナス・トラック
1. セット・ユアセルフ・オン・ファイヤー - "Set Yourself on Fire" - 4:10
  - 作詞：ジャーヴィス・コッカー
2. サムホエア・ビトウィーン・ウェイキング&スリーピング - "Somewhere Between Waking & Sleeping" - 3:45
  - 作詞：ニール・ハノン、ジャーヴィス・コッカー

## 参加ミュージシャン
- シャルロット・ゲンズブール - ボーカル
- ニコラ・ゴダン - アコースティック・ギター、エレクトリックギター、ベース、グロッケンシュピール、シンセサイザー、シンセ・ドラム、パーカッション
- ジャン＝ブノワ・ダンケル - ピアノ、オルガン、シンセサイザー、グロッケンシュピール、ヴィブラフォン、シンセ・ドラム、バッキング・ボーカル
- ニール・ハノン - アコースティック・ギター (on 5.)
- トニー・アレン - ドラムス (on 1. 9.)
- ジェレミー・ステーシー - ドラムス (on 5. 8. 10.)
- デヴィッド・キャンベル - ストリングス・アレンジ、指揮
- ジョビー・タルボット - ストリングス・アレンジ